# Azedine Beschaouch
Azedine Beschaouch (arabe : عز الدين باش شاوش), né le 18 avril 1938 à Tunis, est un épigraphiste, archéologue et historien tunisien spécialiste de l'Afrique romaine.

## Biographie
Ancien pensionnaire étranger de l'École normale supérieure (1961-1967), agrégé de grammaire (1967) et membre étranger de l'École française de Rome (1967-1970), il s'oriente vers une carrière de protection du patrimoine et devient directeur de l'Institut national d'archéologie et d'art de Tunisie de 1973 à 1982.
Professeur associé à l'université catholique de Louvain entre 1985 et 1987 et directeur général de la Bibliothèque nationale de Tunisie entre 1985 et 1988, il devient correspondant étranger de l'Académie des inscriptions et belles-lettres entre 1986 et 1991, puis directeur d'études à l'École pratique des hautes études (IVe section). Professeur associé au Collège de France dans les années 1990, il est nommé à la présidence de la Fondation nationale pour la traduction, l'établissement des textes et les études entre 1988 et 1990.
Maire-adjoint de Carthage de 1975 à 1990, il facilite à ce titre la campagne internationale menée par l'Unesco pour la sauvegarde de ce site antique. Du fait de ses compétences dans le domaine du patrimoine culturel, il devient le représentant personnel du directeur général de l'Unesco pour la sauvegarde d'Angkor après avoir été directeur du Comité du patrimoine mondial.
Élu le 27 juin 1997 comme membre associé étranger de l'Académie des inscriptions et belles-lettres, au fauteuil de sir Harold Bailey (en), il est également membre puis président du Comité tunisien de la Culture, membre correspondant de l'Institut archéologique allemand, membre de l'Académie tunisienne des sciences, des lettres et des arts et conseiller scientifique du directeur général du Centre international d'études pour la conservation et la restauration des biens culturels. Il fait en outre partie de plusieurs sociétés savantes, dont le conseil scientifique de la Fondation tunisienne pour la traduction, l'établissement des textes et les études, le Comité des travaux historiques et scientifiques, la Société d'étude du Maghreb préhistorique, antique et médiéval, la Société des antiquaires de France et L'Année épigraphique. En 2002, il est titulaire de la chaire Blaise-Pascal à l'École normale supérieure. En 2004, l'université de Sassari lui confère le titre de docteur honoris causa.

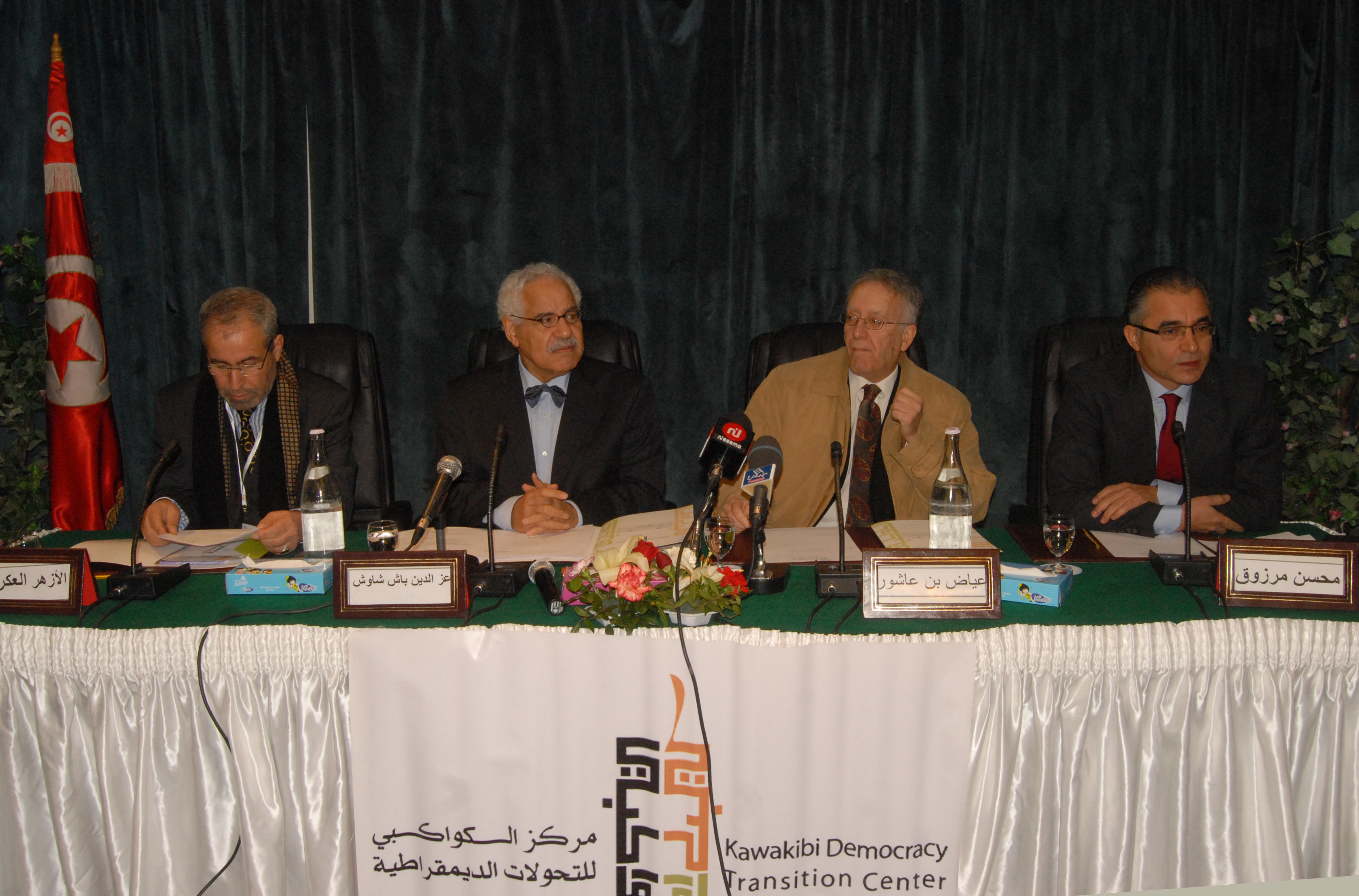
Azedine Beschaouch avec Yadh Ben Achour, Mohsen Marzouk et Lazhar Akremi à Tunis, le 3 mars 2011.

Professeur invité à l'université de Montréal et conseiller du vice-Premier ministre du Cambodge pour le patrimoine, il est chargé de missions spéciales pour la protection des sites archéologiques en Palestine puis en Bosnie-Herzégovine.
Secrétaire permanent du Comité international de coordination pour la sauvegarde des monuments d'Angkor depuis 1993,, il est nommé ministre de la Culture dans le gouvernement tunisien formé le 27 janvier 2011, puis dans celui de Béji Caïd Essebsi. Il assume également la présidence de la délégation spéciale de la municipalité de Carthage du 21 juin 2011 au 11 janvier 2016.
Arrivé à la tête du ministère de la Culture dans un contexte houleux marqué par la révolution, il réussit à mettre en place un partenariat avec les organisations internationales pour assurer une meilleure préservation du patrimoine culturel sur l'ensemble du territoire tunisien,.

## Décorations et distinctions
Azedine Beschaouch est aussi le récipiendaire des décorations suivantes :
- Officier (1972)[19] puis commandeur (2011) de l'ordre de la République tunisienne[20],[21] ;
- Grand-officier de l'ordre national du Mérite (Tunisie, 1990)[22] ;
- Officier (1975) puis commandeur (2000) de la Légion d'honneur (France)[23],[24] ;
- Officier de l'ordre des Palmes académiques (France)[4] ;
- Officier de l'ordre des Arts et des Lettres (France)[4] ;
- Grand-croix de l'ordre royal du Sahamétrei (en) (Cambodge)[4].

Il reçoit également les prix suivants,, :
- Grand prix de l'ALECSO pour le patrimoine ;
- Médaille de vermeil de l'Académie française ;
- Médaille de la Restauration de l'Académie d'architecture.

## Principales publications
Il est l'auteur de plusieurs ouvrages et articles fondamentaux pour la connaissance historique de l'Afrique du Nord antique, dont :
- Mustitana. Recueil des nouvelles inscriptions latines de Mustis, éd. Klincksieck, Paris, 1968
- Les Ruines de Bulla Regia (en collaboration avec Roger Hanoune et Yvon Thébert), éd. École française de Rome, Rome, 1977[29]
- Recherches archéologiques franco-tunisiennes à Bulla Regia. I : Miscellanea (en collaboration avec Roger Hanoune, Mustapha Khanoussi, Albéric Olivier et Yvon Thébert), éd. École française de Rome, Rome, 1983[30]
- La légende de Carthage, coll. « Découvertes Gallimard / Archéologie » (no 172), éd. Gallimard, Paris, 1993[31]
- (de) Simitthus. I : Die Steinbruche und die antike Stadt (ouvrage collectif), éd. Philipp von Zabern, Mayence, 1993
- Les sodalités africo-romaines, éd. Institut de France, Paris, 2006
- Confidences de Tunisie [sous la dir. de], éd. Le Cherche Midi, Paris, 2007[32],[33]
- Deux décennies de coopération archéologique franco-cambodgienne à Angkor [sous la dir. de], éd. De Boccard, Paris, 2017[34]